# Chenopodium cornutum
Chenopodium cornutum là loài thực vật có hoa thuộc họ Dền. Loài này được (Torr.) Benth. & Hook.f. ex S.Watson mô tả khoa học đầu tiên năm 1880.